# Guercino
Giovanni Francesco Barbieri (Cento, 1591. február 8. – Bologna, 1666. december 22.) ismertebb nevén Il Guercino („a Kancsal”) olasz barokk festő Emilia-Romagna régióban, a bolognai iskola tagja. Róma és Bologna városokban alkotott. Több kiváló rajzot is készített.

## Élete
Centóban, Ferrara megyében született. 17 éves korában idősebb Benedetto Gennari bolognai iskolája festőnövendéke volt. 1615-ben Bolognába költözött, ahol a munkáját dicsérte az idős Ludovico Carracci. Két nagy képet festett: „A holló által táplált Remete Szent Pál” és „A filiszteusok elfogják Sámsont”, ahol a festmények éles naturalista stílusúnak tűnnek, szinte Caravaggio modorában, bár valószínűtlen, hogy kollégája műveit látta volna. A festményeket Giacomo Serra bíboros, ferrarai legátus számára készítette.
Az 1618-ban festett Et in Arcadia ego és a Marszüaszt elevenen megnyúzza Apollón című festményei a Pitti-palotában láthatók. Gyakran állította, hogy stílusát Annibale Carracci festészete alakította még otthon, Centóban. Későbbi munkái közül néhány hasonlít a nagyszerű kortárs, Guido Reni műveire, de azoknál világosabbak. Guercinót nagyra értékelték a maga idejében.
A Szent Petronella temetése és mennybevétele (1621–22) című képét Rómában is bemutatta, Guercino hatalmas tehetségét az Aurora freskóból az Annibale Carracci által képviselt klasszicizmusban mutatta meg. Munkájának erejét és eredetiségét később elhanyagolták, az ellenreformáció heves képprogramja miatt pogány témáit elvetették. Ekkor inkább oltárképsorozatot festett.
Reni halála után, 1642-ben Guercino átvette annak műhelyét Bolognában. Guercino rajzainak legnagyobb gyűjteménye a Royal Collectionban (Windsori kastély) található. Enzo Bentivoglio márki a bolognai születésű XV. Gergely pápa figyelmébe ajánlotta Guercinót. Két Rómában töltött éve (1621–23) igen termékeny volt. Ebből a korszakából származó freskói az Aurora a Ludovisi-villa házikójában és a San Crisogono mennyezetén (1622). Korábban a Carracci Akadémia, Caravaggio és a Bolognai Iskola jelentős hatást gyakoroltak Guercino fejlődésére. 1616–21-ben egyes furcsa változásokat: színészi, festői stílust alakított ki, aminek az Aurora volt a csúcspontja. Ez a lenyűgöző, illuzionista freskó a barokk korszak számos mennyezetfestményének modelljévé vált, és érdekes azonosságot vet fel Guido Reni ugyanezen motívumának (1613) Rospigliosi-Pallavicini római kaszinójában festett képével, ám jobb ecsetkezelésével felülmúlta mesterét.

## Öröksége
Guercino testvére, Paolo Antonio (született 1603. május 16-án) egyik asszisztense volt.Guercinoónak számos festőnövendéke volt: Lorenzo Bergonzini, Sebastiano Bombelli, Giuseppe Bonati, Bartolomeo Caravaglio, Giovanni Battista és Benedetto Gennari testvérek, Benedetto fiai, Ercole és Bartolommeo, unokái, Cesare Gennari, Sebastiano Ghezzi, Fulgenzio Mondini Paolo Antonio Paderna, Francesco Paglia, Cesare Pronti, Luigi Quaini, Luigi Pellegrini Scaramuccia és Cristoforo Serra. Matthew Loves (vagy Lowes) brit festőt is tanította.

## Galéria

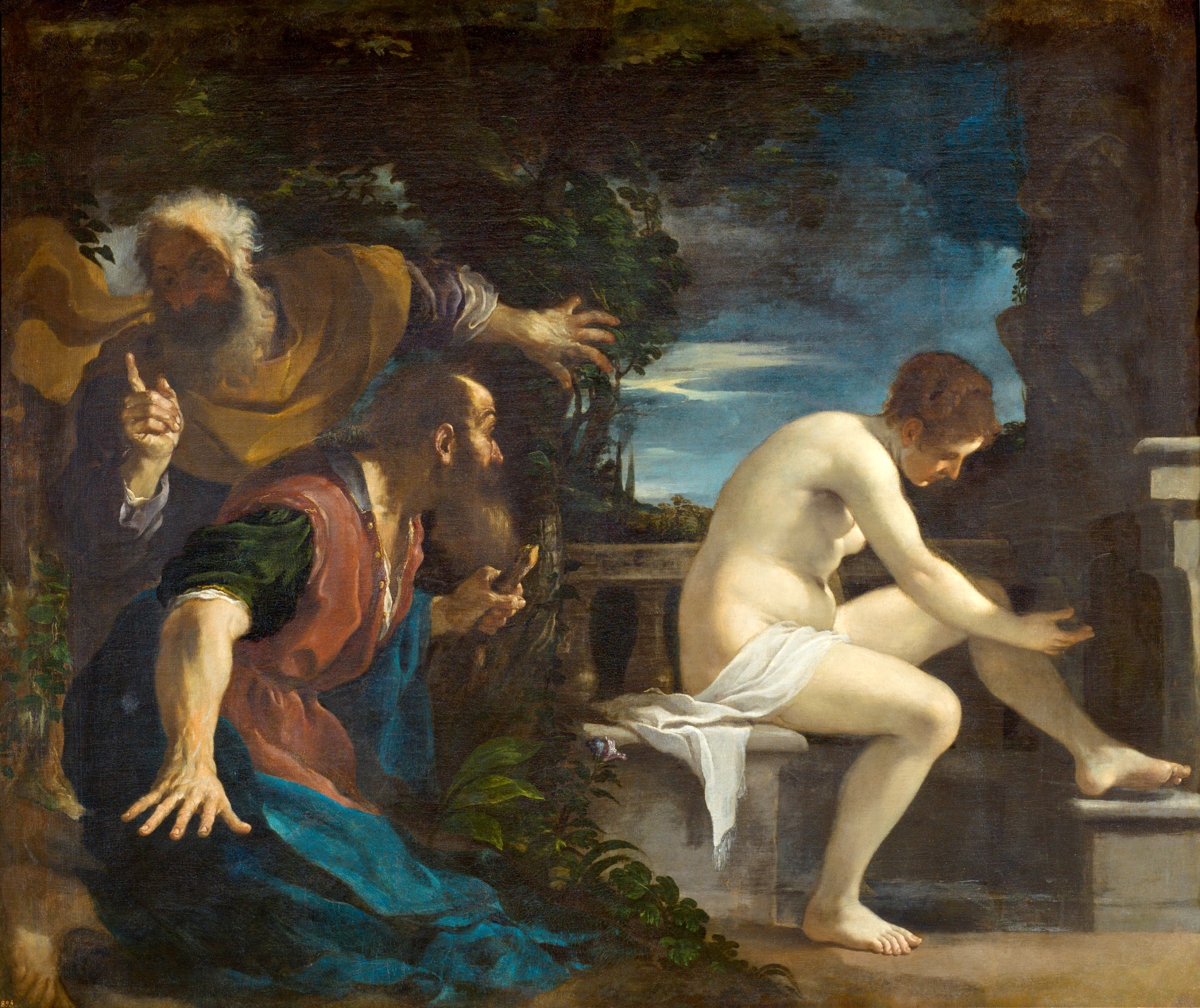
Zsuzsanna és a vének, 1617
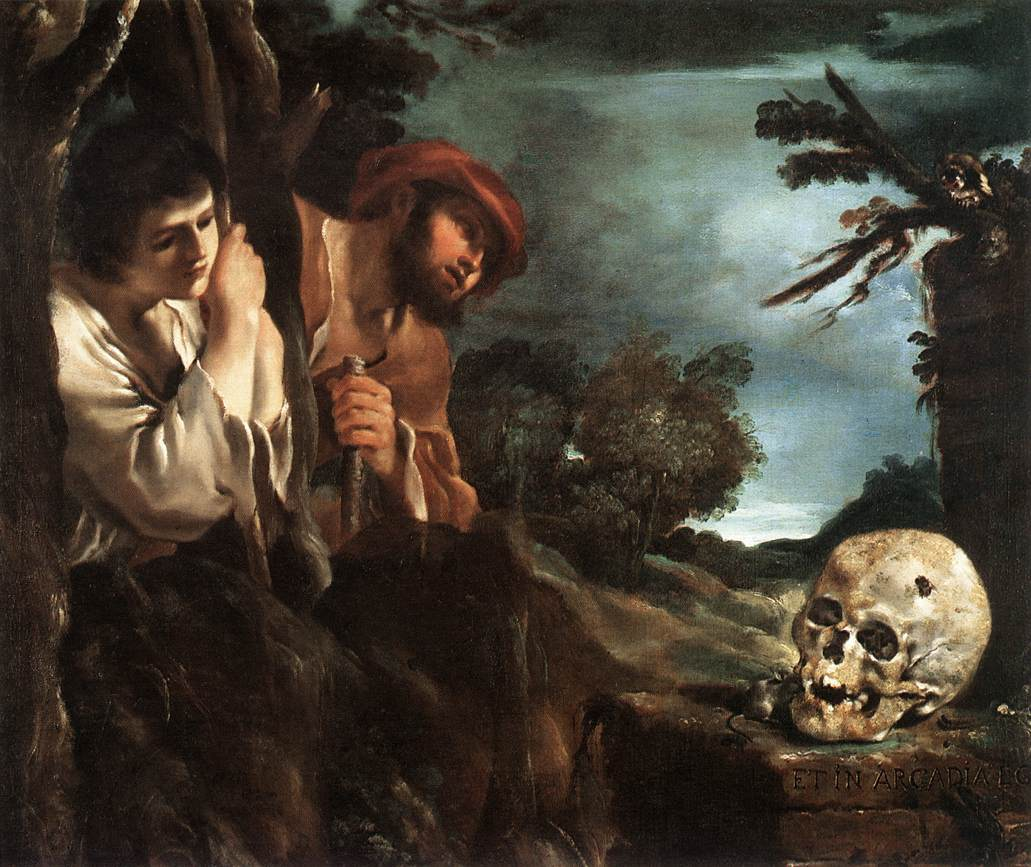
Et in Arcadia ego, 1618
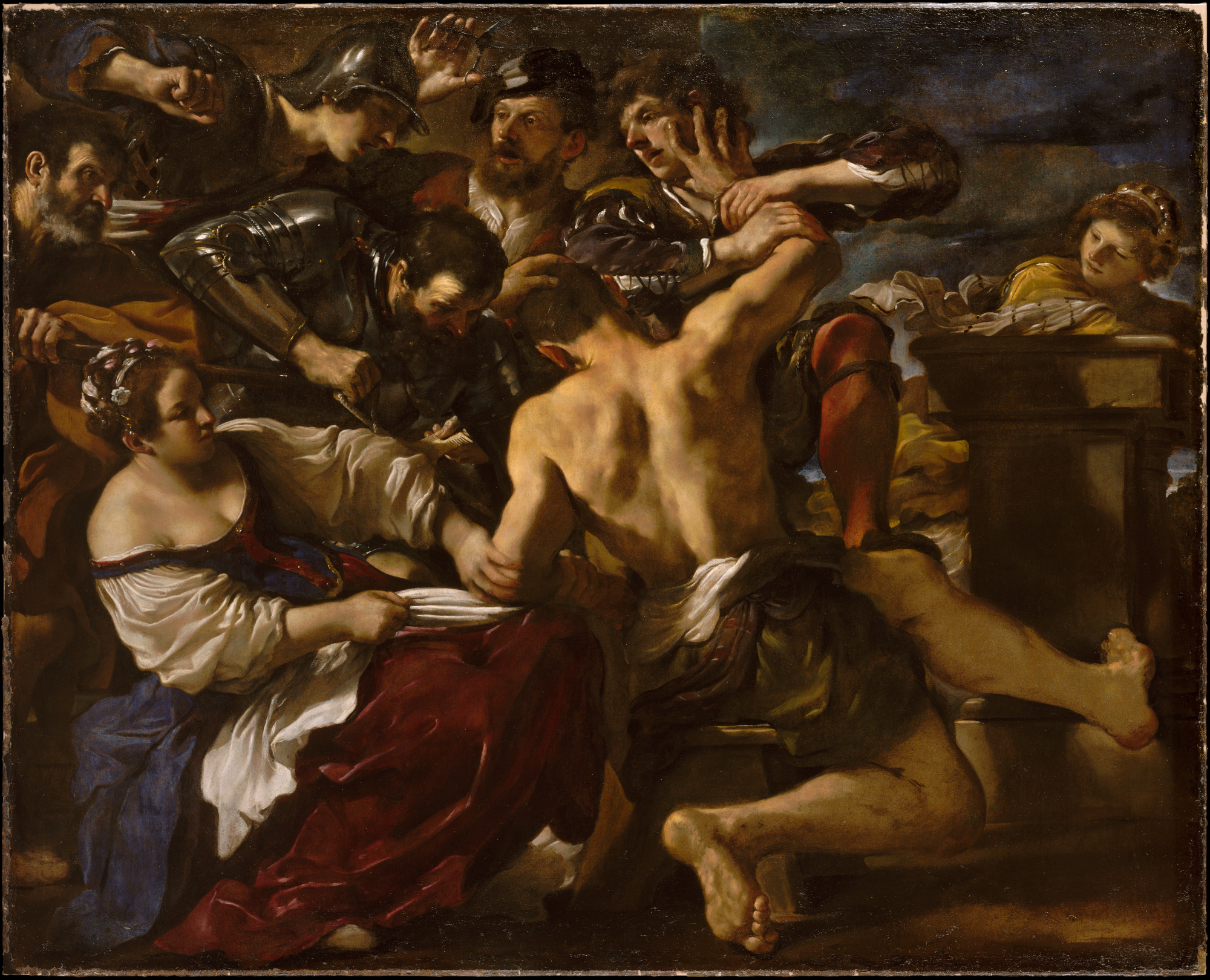
A filiszteusok elfogják Sámsont, 1619
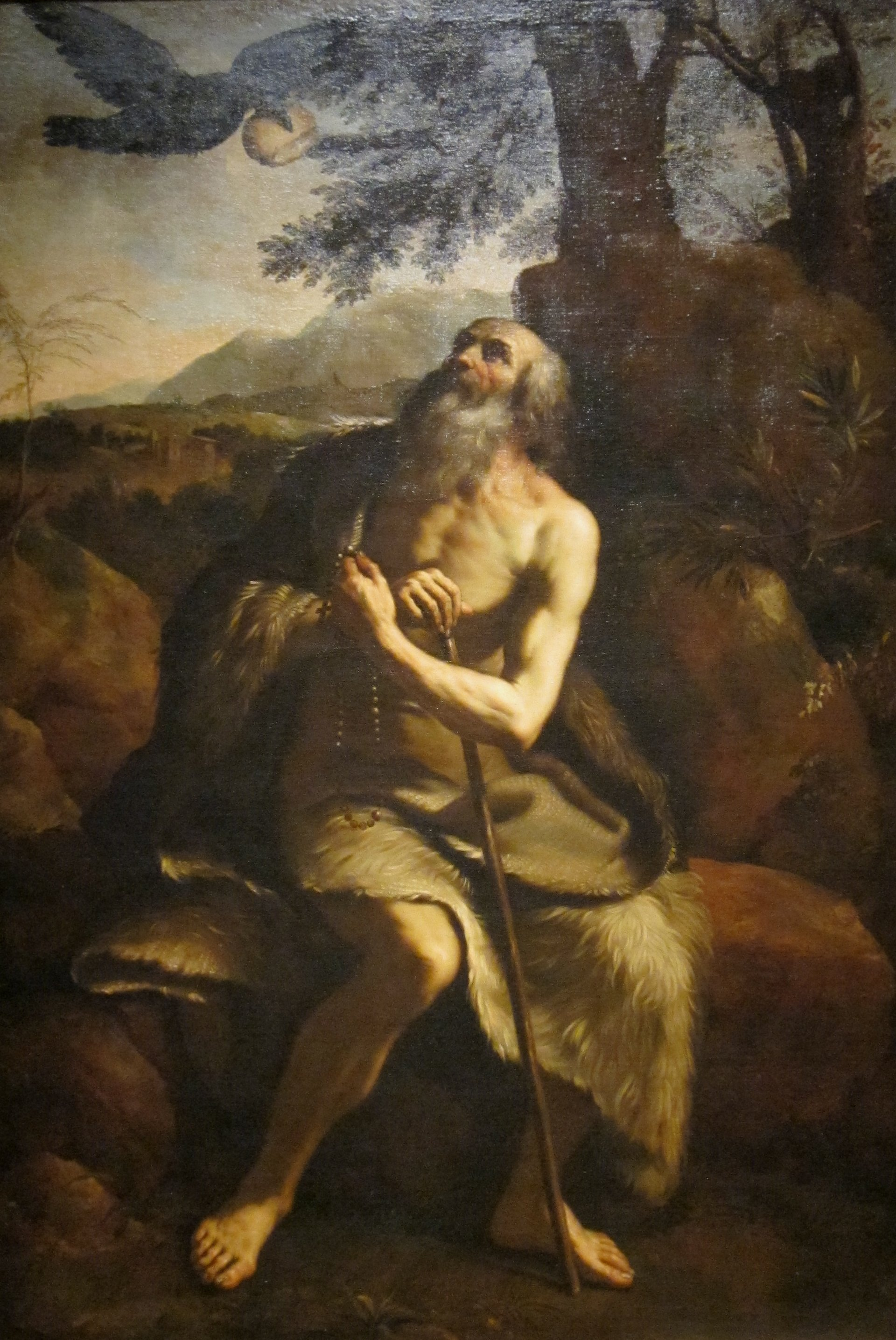
Remete Szent Pált holló táplálja, 1920
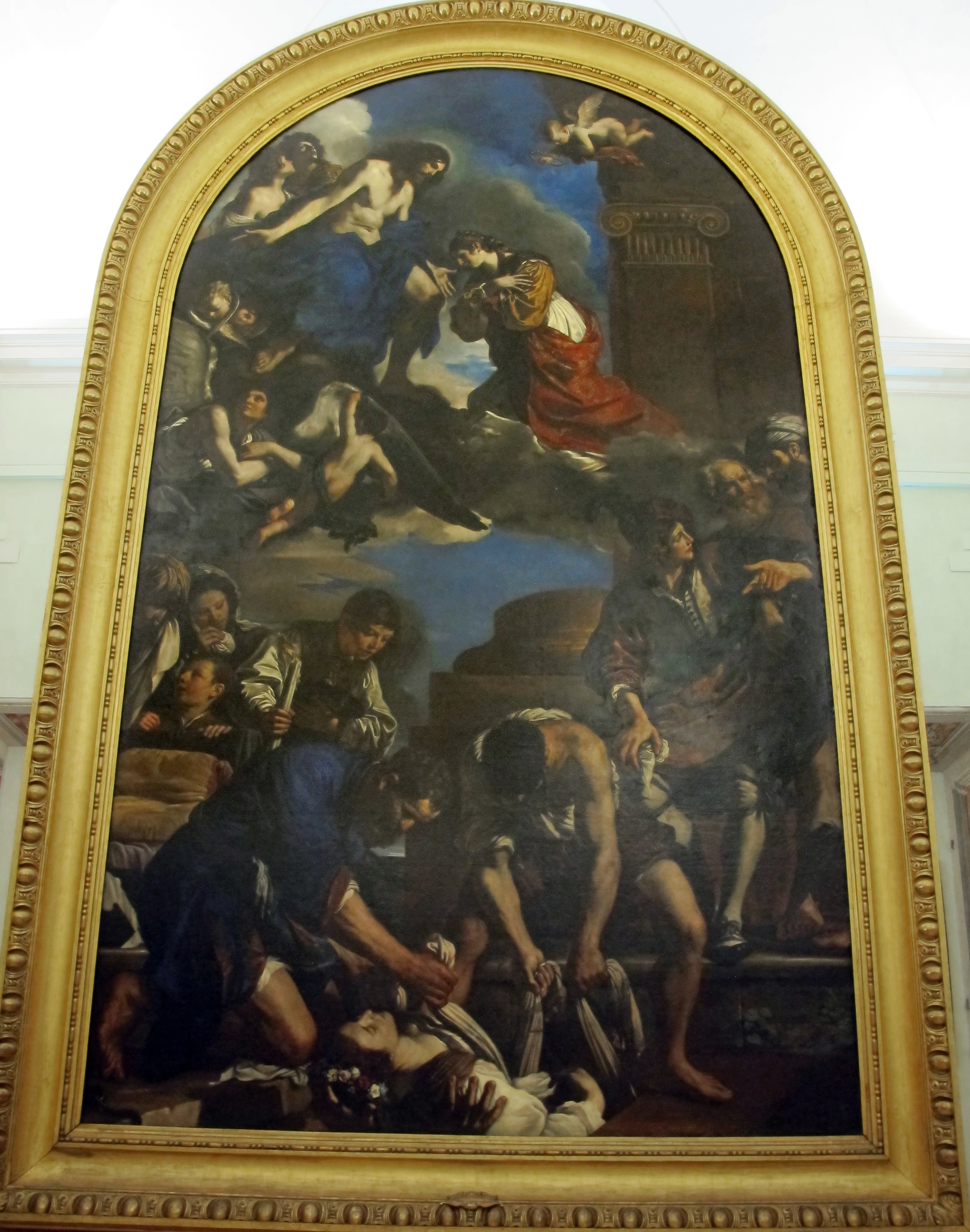
Szent Petronella temetése, 1621
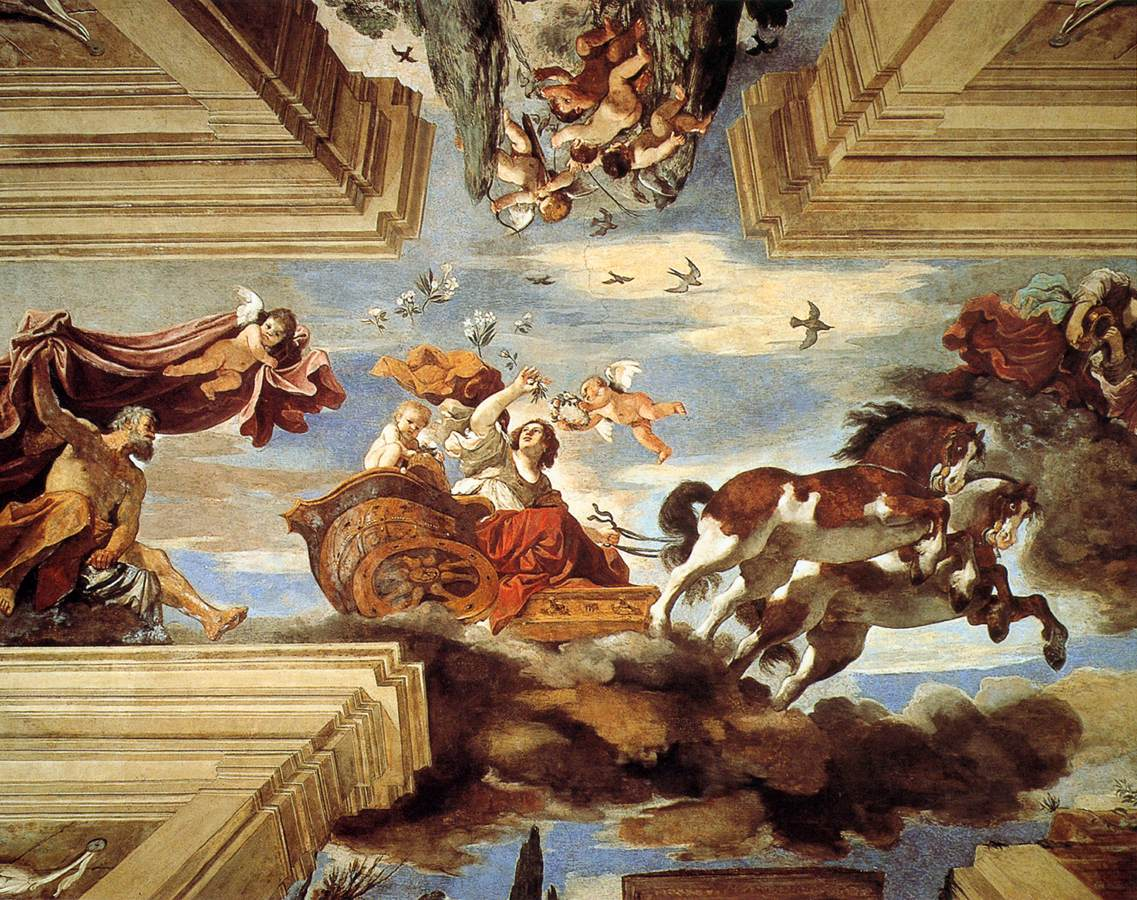
Aurora – freskó (Casino Buoncompagni Ludovisi, 1622)
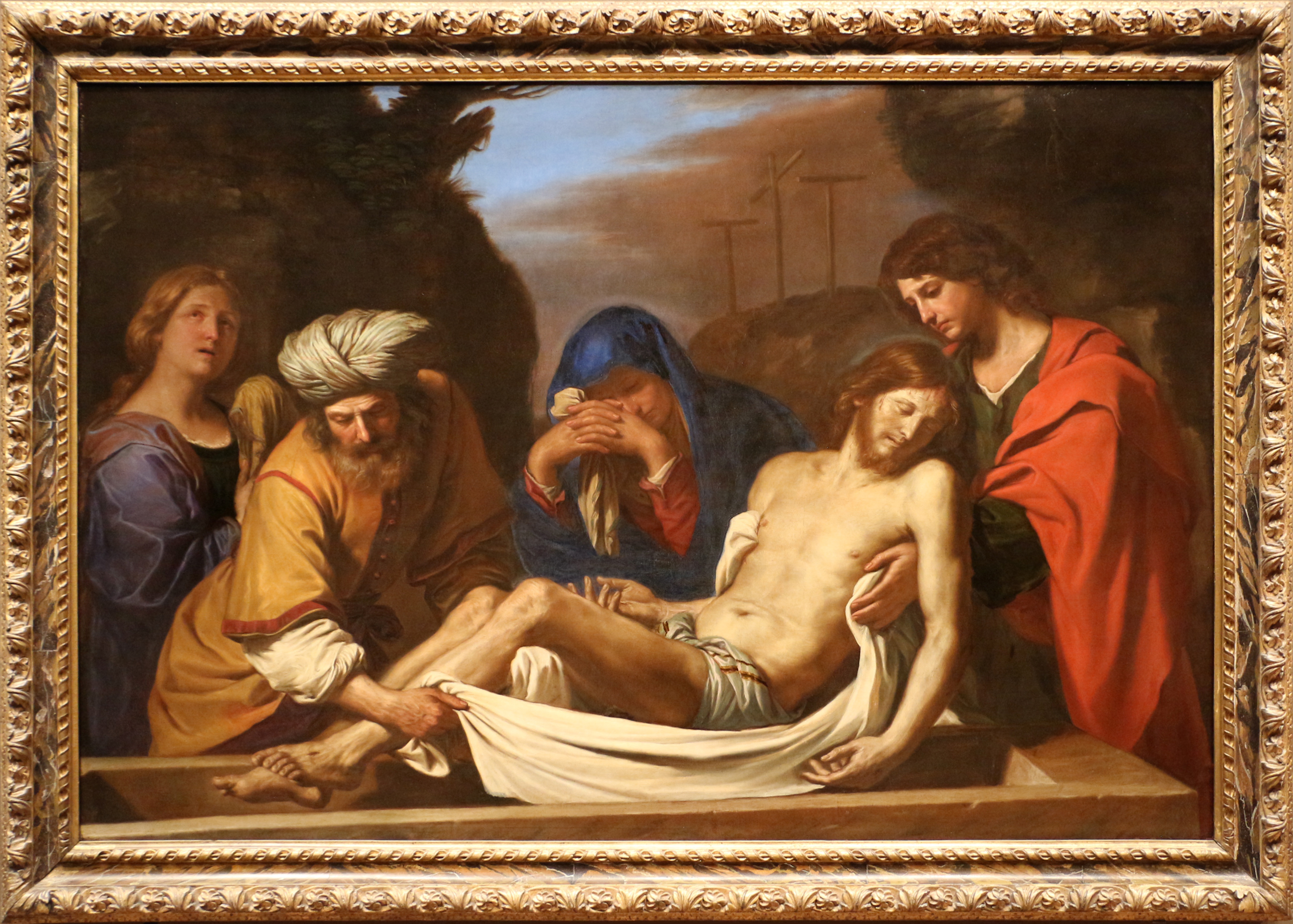
Krisztus temetése, 1636
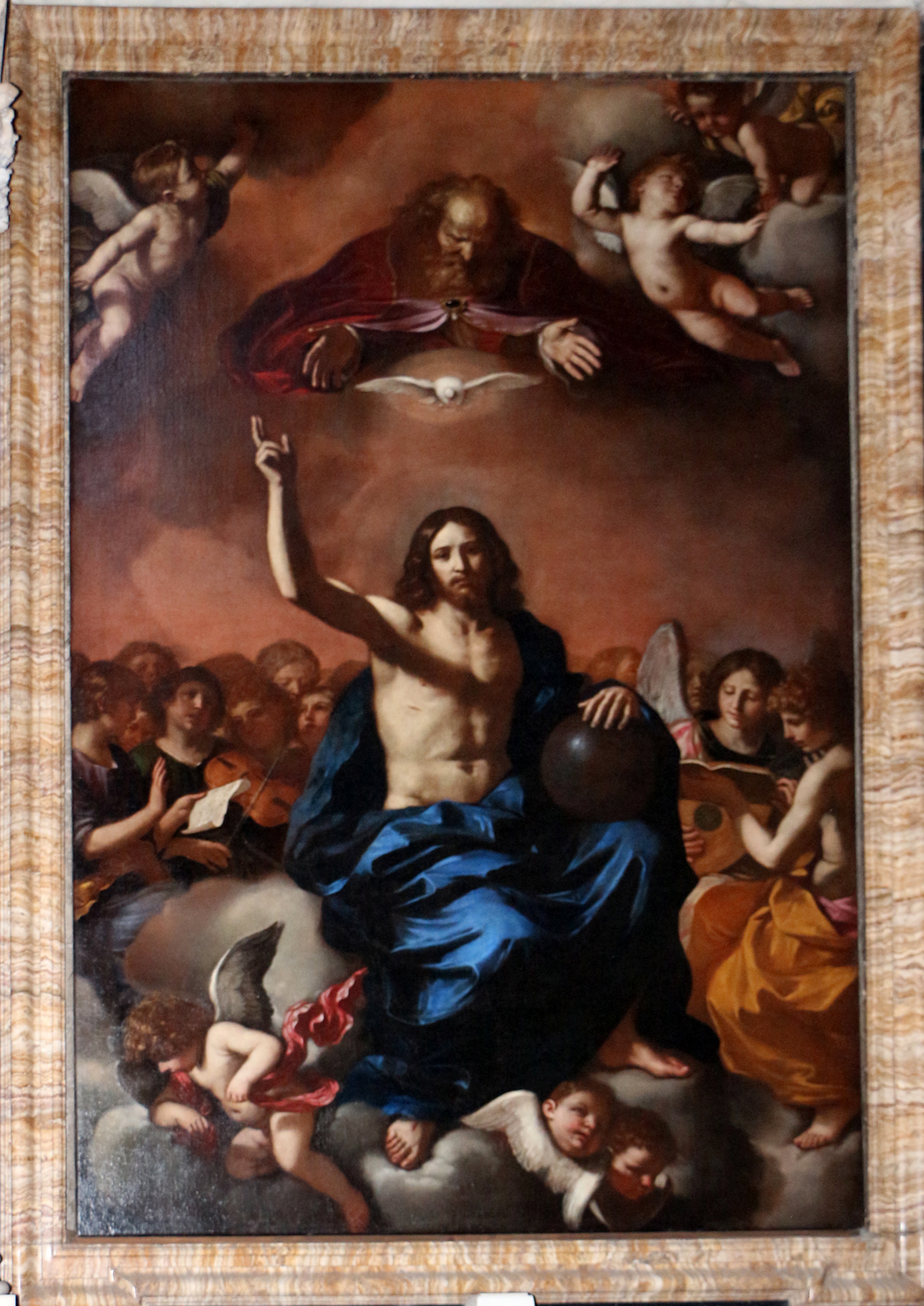
Szentháromság, 1642 k.

## Fordítás
Ez a szócikk részben vagy egészben  a   Guercino című norvég (Nynorsk) Wikipédia-szócikk ezen változatának fordításán alapul.  Az eredeti cikk szerkesztőit annak laptörténete sorolja fel. Ez a jelzés csupán a megfogalmazás eredetét és a szerzői jogokat jelzi, nem szolgál a cikkben szereplő információk forrásmegjelöléseként.